# Cisterna del chilo
La cisterna del chilo, detta anche cisterna di Pecquet, è la struttura anatomica che funge da centro di raccolta della linfa proveniente dagli arti inferiori e dalla porzione inferiore del tronco. La cisterna del chilo è una struttura retro-peritoneale. Negli esseri umani, è localizzata generalmente alla destra dell'aorta addominale, a livello della prima e seconda vertebra lombare. Dalla cisterna del chilo prende origine il dotto toracico, che trasporta la linfa e il chilo dall'addome attraverso l'apertura aortica del diaframma fino alla cavità toracica, dove si congiunge con la vena succlavia sinistra e le vene giugulari interne. Si trova nella maggior parte dei mammiferiː nei cani, è a sinistra e ventrale verso l'aorta; nei gatti è a sinistra e dorsale; nelle cavie si trova a sinistra e drena nella vena principale di sinistra; nei pinguini è obliterata dal dotto secondario.
Il tronco linfatico lombare si svuota a livello della cisterna del chilo del Pequet.